# Saskia Alusaluová
Saskia Alusaluová (* 14. dubna 1994 Jõgeva) je estonská rychlobruslařka, odchovankyně klubu SK Tervis Põltsamaa. Je jedenáctinásobnou mistryní Estonska, na Mistrovství světa na jednotlivých tratích 2015 obsadila desáté místo v závodě s hromadným startem. Byla vlajkonoškou estonské výpravy na Zimních olympijských hrách 2018 v Pchjongčchangu, kde obsadila čtvrté místo v závodě s hromadným startem.
V roce 2010 obdržela cenu pro mladé estonské sportovce Noore sportlase preemia. Připravovala se na KIA Speed Skating Academy pod vedením Jeremyho Wotherspoona, pak ji začal trénovat Tristan Loy. Je absolventkou Tallinna Ülikool. Rychlobruslařkou je i její starší sestra Sandra Alusaluová.

## Osobní rekordy
Stav k 9. dubnu 2018.
- 500 m: 41,27
- 1000 m: 1:19,85
- 1500 m: 2:00,64
- 3000 m: 4:07,54
- 5000 m: 7:19,14